# Halsbek
Halsbek ist ein Ortsteil von Westerstede, der Kreisstadt des niedersächsischen Landkreises Ammerland und liegt etwa 8 km nördlich des Stadtzentrums an der Grenze zum Landkreis Friesland. Zum Verwaltungsbezirk Halsbek gehören noch die Ortschaften Hoheliet und Kielburg.

## Geschichte
Halsbek ist ein altes Eschdorf und wird 1428 erstmals urkundlich erwähnt. Im Oldenburger Contributionsregister von 1679 werden hier vier Hausmann- und neun Köterstellen genannt, daneben gab es noch drei Heuerleute.
Im Mittelalter lag Halsbek im Grenzgebiet zur Friesischen Wehde. Zum Schutz vor Überfällen der Friesen wurde deshalb nördlich eine Landwehr errichtet, die allerdings ihre Bedeutung verlor, als die Wehde in der Mitte des 15. Jahrhunderts an die Grafen von Oldenburg fiel. Im Mittelalter war die einzige Straße im Dorf die Verbindung von Kielburg nach Neuenburg.
Die früher ländlich geprägte Struktur Halsbeks änderte sich im Laufe des letzten Jahrhunderts hin zu einer geschlossenen Wohnbesiedlung. Auf Teilen der früher rein landwirtschaftlich genutzten Flächen siedelten sich Gewerbebetriebe und die für das Ammerland typischen Baumschulen an. Mit der Bevölkerung wuchs auch die Infrastruktur des Dorfes. Die 1720 gegründete Volksschule in Halsbek dient heute als Grundschule für Halsbek und die umliegenden Dörfer. Am 10. Mai 1959 wurde die Christuskirche der evangelischen Kirchengemeinde der Stadt Westerstede in Halsbek eingeweiht. Der Kirche ist ein Friedhof angeschlossen.
Halsbek nahm mehrfach am Wettbewerb Unser Dorf hat Zukunft teil. 2004 wurde das Dorf niedersächsischer Landessieger und erhielt auf Bundesebene die Silbermedaille. 2011 wurde Halsbek Sieger im Kreiswettbewerb.

## Verkehr
Halsbek wird von den Linien 266 (Bredehorn–Halsbek–Westerstede) und 353 (Halsbek–Westerstede) des VBN sowie von den Linien 1 und 2 des Westersteder Bürgerbus-Vereins an den ÖPNV angebunden.

## Persönlichkeiten
- Frerich Bohlken (1812–1871), Landmann und baptistischer Pionier im Ammerland, mit dessen Namen die Einführung der Zivilehe im damaligen Großherzogtum Oldenburg verbunden ist. Sein Grab befindet sich auf dem baptistischen Friedhof in Felde.